# Aichkirchen
Aichkirchen – gmina w Austrii, w kraju związkowym Górna Austria, w powiecie Wels-Land. Liczy 563 mieszkańców (1 stycznia 2015).